# Теорема Сальмона

Теорема Сальмона — теорема евклидовой геометрии, названая в честь ирландского математика Джорджа Сальмона.

## Формулировка
Если через (серую на рисунке) точку окружности проведены три произвольные хорды (вторые концы которых на рисунке зеленого цвета), на которых как на диаметрах построены три окружности, то эти три окружности попарно пересекаются вторично в трёх коллинеарных точках (они на рисунке красного цвета).
Прямая, о которой идёт речь в теореме, является прямой Симсона для данной точки и треугольника, образованного концами хорд.

### Замечания
Теорема является другой формулировкой прямой теоремы Симсона ввиду того, что основание перпендикуляра из любой точки {\displaystyle P} на прямую {\displaystyle XY} лежит на каждой из окружностей с диаметрами {\displaystyle PX} и {\displaystyle PY}, а потому является точкой пересечения этих окружностей.
Можно рассматривать треугольник {\displaystyle ABC}, чьими вершинами являются концы хорд в теореме Сальмона, фиксированным.
Тогда основания перпендикуляров, опущенных из любой точки {\displaystyle P} на прямые {\displaystyle AB}, {\displaystyle BC} и {\displaystyle CA}, являются точками пересечения окружностей на диаметрах {\displaystyle PA}, {\displaystyle PB} и {\displaystyle PC}.
Утверждение теоремы состоит в том, что, если {\displaystyle P} лежит на описанной окружности треугольника, то точки пересечения окружностей (в теореме Сальмона), т.е. основания перпендикуляров (в теореме Симсона), коллинеарны.

## Теорема Сальмона о гармоническом делении отрезка
- Теорема Сальмона о гармоническом делении. Расстояния между ортоцентром H треугольника и его центром тяжести G делится гармонически центром описанного круга O и центром окружности Эйлера O9.[1]